# Karl Ohle
Karl Ohle (* 17. Dezember 1897 in Golzow im Oderbruch; † im 20. Jahrhundert) war ein deutscher Landrat.

## Leben
Nach dem Studium der Rechtswissenschaften promovierte Karl Ohle am 12. März 1924 an der Julius-Maximilians-Universität Würzburg zum Dr. jur. und kam 1925 als Regierungsassessor zum Landratsamt Waldenburg in Schlesien.
Dort wurde der spätere Begründer des Kreisauer Kreises Helmuth James Graf von Moltke in den Osterferien 1927 in einem verwaltungsjuristischen Praktikum von Ohle unterwiesen. Später wechselte er zur Stadtverwaltung Königsberg.
Nach einer halbjährlichen Beurlaubung zur „informatorischen Beschäftigung“
beim Allgemeinen Deutschen Gewerkschaftsbund erhielt er eine Anstellung bei der Regierung Königsberg, wechselte bereits nach einem Monat zur Regierung Oppeln, wo er zum Jahresbeginn 1930 zum Regierungsrat ernannt wurde.
Am 4. November 1930 wurde er mit der kommissarischen Verwaltung des Landratsamtes Kassel beauftragt, am 12. März 1931 vom Kreistag zum Landrat vorgeschlagen und am 26. März zum Landrat des Kreises Kassel ernannt.
Ohle war Mitglied der SPD. So wurde er im November 1933 von den Nationalsozialisten aus dem Amt entlassen.

## Schriften
- 1927 Der Kreis Waldenburg im niederschlesischen Industriegebiet in Vergangenheit und Gegenwart